# 练江 (安徽)
練江發源於中國安徽省宣城市績溪縣，是新安江的主要支流之一，水系呈扇形分佈。練江全長665千米，流域面積1,601平方千米。幹流上游稱為“揚之水”，至歙县城東附近布射水匯入後稱練江，在雄村镇朱村、浦口处的三江口汇入新安江。
支流：
- 丰乐河 (练江)
- 富资水
- 扬之水
- 布射水